# Salvia cocuyana
Salvia cocuyana es una planta herbácea de la familia de las lamiáceas que se ha encontrado en la Sierra Nevada del Cocuy, departamento de Boyacá, en la cordillera oriental de los Andes de Colombia, entre los 3.000 y 3.600 m de altitud.

## Descripción
Mide hasta 1,5 m de altura. El tallo es rojizo, ramificado en las zonas media y alta. Las hojas son aovadas, de 3 a 4 por 1,3 a 2,5 cm, con haz verde oscuro, glabro, y envés plateado. Pecíolo de menos de 1 cm. Indumento muy corto de 0.2 mm. Inflorescencia terminal de 25 a 35 cm, con racimos, cada uno con 15 a 20 flores y a 1 cm de distancia; presenta brácteas de 3 a 4 por 3 a 4 mm; cáliz verde a morado negruzco; corola color rojo intenso, de 12 a 15 mm de longitud.

## Taxonomía
Salvia cocuyana fue descrita por Fernández-Alonso ex Etl. y publicado en Revista de la Academia Colombiana de Ciencias Exactas, Físicas y Naturales 19(74): 472, f. 2a–k. 1995.
Etimología
Ver: Salvia
cocuyana: epíteto geográfico que alude a su localización en la Sierra Nevada del Cocuy en Colombia.